# Heimir Hallgrímsson
Heimir Hallgrímsson (Vestmannaeyjar, 1967. június 10. –) korábbi izlandi labdarúgó, edző. 2022 szeptemberében a Jamaicai válogatott szövetségi kapitányának nevezték ki.